# 維爾副克奈氏魚
維爾副克奈氏魚為輻鰭魚綱鼠鱚目尼羅魚科的其中一種，分布於非洲剛果民主共和國及安哥拉的Luachimo河流域，體長可達6.7公分，棲息在溪流及水塘。